# Войнов, Владимир Сергеевич
Владимир Сергеевич Войнов (17 октября 1941, Иваново — 1989) — советский футболист, нападающий.

## Карьера
Воспитанник ивановского футбола. Начинал свою карьеру в «Текстильщике». Затем переехал в Ленинград. Играл в местном «Динамо» во 2-й группе класса «А». Входил в состав сборной РСФСР.
В 1967 году нападающий провел 6 игр в классе «А» за ленинградский «Зенит».
В дальнейшем выступал за ижевский «Зенит» и новгородский «Электрон».
Скоропостижно скончался в 1989 году, на тот момент входил в тренерский штаб ижевского «Зенита».

## Семья
Брат Владимира Станислав Войнов также был футболистом. С 1971 по 1974 гг. он выступал на позиции нападающего за мурманский «Север».
Владимир Войнов привел в футбол своих племянников Сергея и Александра Щанициных, которые затем выступали за «Текстильщик».